# PGC 2171184
LEDA/PGC 2171184 ist eine Galaxie im Sternbild Perseus am Nordsternhimmel. Sie ist schätzungsweise 1,5 Milliarden Lichtjahre von der Milchstraße entfernt und hat einen Durchmesser von etwa 120.000 Lichtjahren. Vom Sonnensystem aus entfernt sich das Objekt mit einer errechneten Radialgeschwindigkeit von näherungsweise 32.600 Kilometern pro Sekunde.

## Galaktisches Umfeld
| Nr. | Galaxie          | Alternativname             | Rek           | Dek           | Distanz/asec |
| --- | ---------------- | -------------------------- | ------------- | ------------- | ------------ |
| →   | LEDA/PGC 2171184 | 2MASX J02402141+4048200    | 02h40m21.41s  | +40d48m20.2s  | 0            |
| 1   | LEDA/PGC 2170352 | 2MASX J02404737+4044583 ID | 02h40m47.38s  | +40d44m58.2s  | 357.80       |
| 2   | LEDA/PGC 2169797 | 2MASX J02404244+4042349    | 02h40m42.45s  | +40d42m34.8s  | 420.94       |
| 3   | LEDA/PGC 10077   | CGCG 539-072               | 02h39m34.969s | +40d46m37.34s | 537.23       |
| 4   | LEDA/PGC 2170635 | 2MASX J02393232+4046033    | 02h39m32.34s  | +40d46m03.1s  | 573.36       |
| 5   | NGC 1003         | LEDA/PGC 10052             | 02h39m16.89s  | +40d52m20.3s  | 770.46       |
| 6   | LEDA/PGC 2174722 | 2MASX J02402634+4102250    | 02h40m26.384s | +41d02m24.90s | 846.61       |
| 7   | LEDA/PGC 2167876 | 2MASX J02405864+4034353    | 02h40m58.62s  | +40d34m35.6s  | 926.27       |
| 8   | LEDA/PGC 2168610 | 2MASX J02412222+4037399    | 02h41m22.25s  | +40d37m39.9s  | 942.86       |
| 9   | LEDA/PGC 2172692 | 2MASX J02414330+4054150    | 02h41m43.30s  | +40d54m15.0s  | 994.70       |
| 10  | LEDA/PGC 2167597 | 2MASX J02410066+4033263    | 02h41m00.64s  | +40d33m26.4s  | 999.03       |